# The Times They Are A-Changin' (álbum)
The Times They Are a-Changin' es el tercer álbum de estudio del músico estadounidense Bob Dylan, publicado por la compañía discográfica Columbia Records en enero de 1964. Producido por Tom Wilson y grabado esporádicamente entre agosto y octubre de 1963 en los Columbia Studio Recordings de Nueva York, fue el primer trabajo del músico en incluir solo composiciones propias, mayoritariamente canciones protesta interpretadas con guitarra acústica y armónica y abarcando temas diversos como el racismo, la pobreza y los cambios sociales. 
Tras su lanzamiento, varios críticos observaron un distanciamiento con The Freewheelin' debido a su falta de humor y a la ausencia de la diversidad musical, ambos característicos de su predecesor. Sin embargo, The Times They Are a-Changin' alcanzó el puesto veinte en la lista estadounidense Billboard 200, donde fue certificado como disco de oro por la RIAA, y llegó al puesto cuatro en la lista de discos más vendidos del Reino Unido.

## Grabación

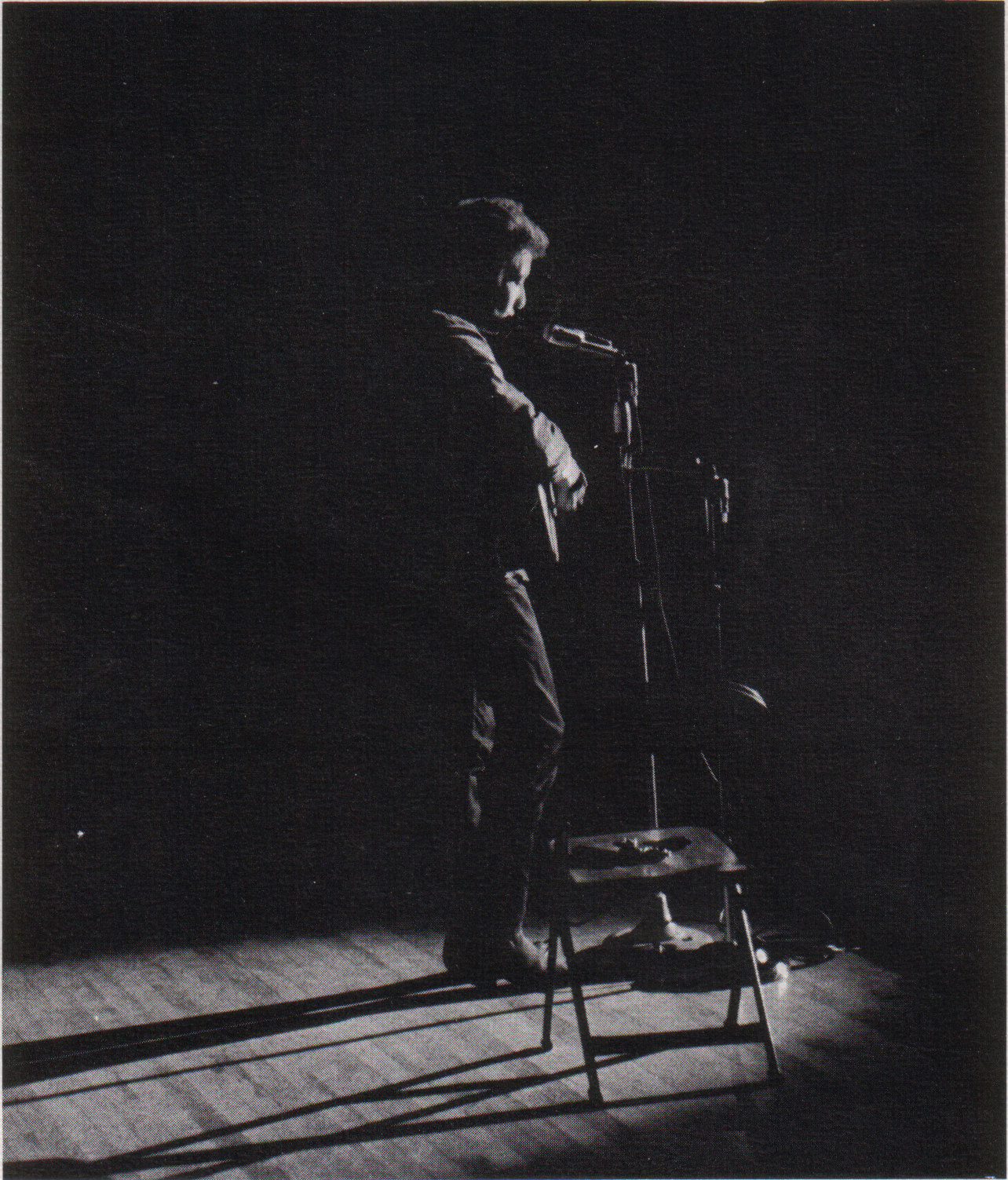
Bob Dylan en concierto en St. Lawrence University en noviembre de 1963.

Bob Dylan comenzó a grabar su tercer álbum el 6 de agosto de 1963 en el estudio A de los Columbia Recording Studios en Nueva York. Con Tom Wilson como productor, el músico grabó ocho canciones durante la primera sesión, aunque solo una versión de «North Country Blues» fue considerada útil y reservada como toma maestra. La canción relata la historia de una empresa minera que decide externalizar sus operaciones en países con costes laborales más baratos que en los Estados Unidos, específicamente en versos como: «It's much cheaper down in the South American towns, where the miners work almost for nothing». Biógrafos como Heylin y Gill describieron la canción como un retrato de Hibbing, la ciudad natal de Dylan. El mismo día, Dylan también grabó una toma de «Seven Curses» no incluida en el álbum.
Un día después, Dylan volvió a entrar en el estudio y grabó tomas maestras de cuatro canciones: «Ballad of Hollis Brown», «With God on Our Side», «Only a Pawn in Their Game» y «Boots of Spanish Leather». Una tercera sesión tuvo lugar el 12 de agosto, aunque todas las canciones fueron rechazadas para su posible inclusión en el álbum. Sin embargo, tres grabaciones de la tercera sesión vieron la luz años después en diferentes publicaciones oficiales: «Paths of Victory», «Moonshine Blues» y «Only a Hobo» aparecieron en el recopilatorio The Bootleg Series Volumes 1–3 (Rare & Unreleased) 1961–1991 en 1991.
«Ballad of Hollis Brown», descrita por el biógrafo Clinton Heylin como «una historia trágica de independencia y libre albedrío entresacada de la expresión folk», fue previamente grabada en las sesiones de The Freewhelin'. Por otra parte, Dylan tocó «With God on Our Side» por primera vez en el Town Hall de Nueva York el 12 de abril, durante su debut en ese local. Aunque Dylan aseguró que «With God on Our Side» es una composición propia, la melodía de la canción guarda similitudes con «The Patriot Game», cuya melodía deriva de la canción tradicional irlandesa «The Merry Month of May». «Only a Pawn in Their Game», grabada el mismo día, refiere el asesinato de Medgar Evers, líder del grupo activista NAACP, mientras que «Boots of Spanish Leather», definida por el crítico Bill Wyman como «un clásico abstracto y una de las canciones folk más puras y confusas de la época», estaba inspirada en los arreglos de Martin Carthy para la canción tradicional «Scarborough Fair», cuya melodía también utilizó en «Girl from the North Country». 
A continuación, Dylan tomó un descanso de dos meses antes de retomar la grabación de The Times They Are a-Changin'. Durante este intervalo, salió en una gira junto a Joan Báez y tocó una serie de conciertos que consolidaron su perfil mediático. Finalmente, el músico volvió al estudio A de Columbia el 23 de octubre, día en el que grabó tomas maestras de «The Lonesome Death of Hattie Carroll» y «When the Ship Comes In». El mismo día, Dylan también grabó una toma maestra de «Percy's Song», pero finalmente fue archivada y no apareció en ninguna publicación oficial hasta el lanzamiento de Biograph en 1985. Una toma alternativa de «Percy's Song» y sendas versiones de «That's All Right», «Sally Free and Easy» y «East Laredo Blues» aparecieron en el recopilatorio The 50th Anniversary Collection en 2013.
Una nueva sesión fue organizada al día siguiente, en la cual se consiguieron tomas maestras de «The Times They Are a-Changin'» y «One Too Many Mornings». Tony Glover, amigo de Dylan, comentó haber visitado el apartamento del músico en septiembre de 1963 y ver un esbozo de «The Times They Are a-Changin'» entre varios manuscritos y poemas sobre una mesa. Después de leer el verso: «Come senators, congressmen, please heed the call», Glover le preguntó a Dylan: «¿Qué es esta mierda, tío?», a lo que el músico respondió: «Bueno, ya sabes, parece ser lo que la gente quiere oír». El propio músico comentó sobre la canción: «Fue sin duda una canción con un propósito. Estaba influida por supuesto por baladas irlandesas y escocesas... "Come All Ye Bold Highway Men", "Come All Ye Tender Hearted Maidens". Quería escribir una gran canción, con versos concisos y breves que se apilaran uno sobre otro de forma hipnótica. El movimiento por los derechos civiles y el movimiento de la música folk estuvieron bastante unidos durante un tiempo y se aliaron en ese momento». El mismo día fue grabada otra toma maestra de «Lay Down Your Weary Tune», pero fue finalmente rechazada para incluir en el álbum, y no vio la luz hasta el lanzamiento de Biograph en 1985. Otros dos descartes de la misma sesión, «Eternal Circle» y «Suze (The Cough Song)», aparecieron en The Bootleg Series Volumes 1-3 (Rare & Unreleased) 1961-1991. 
La sexta y última sesión de The times They Are a-Changin' tuvo lugar el 31 de octubre y fue dedicada exclusivamente a grabar diversas tomas de «Restless Farewell», cuya melodía deriva de la canción folk irlandesa «The Parting Glass». A pesar de grabar una toma válida para incluir en The Times They Are a-Changin', fue finalmente archivada.

## Canciones
The Times They Are a-Changin'  abre con la canción que nombra el álbum, una de las canciones más famosas de Dylan. El amigo de Dylan, Tony Glover, recuerda visitar el departamento de Dylan en septiembre de 1963, donde vio un montón de manuscritos de canciones y poemas puestos en una mesa. "The Times They Are a-Changin" aún no se había grabado, pero Glover vio su manuscrito preliminar. Después de leer las palabras "Vengan senadores, congresistas, por favor pongan atención al llamado", Glover según se dice le preguntó a Dylan: ¿Que es esta basura, amigo?, a lo cual Dylan respondió, "Bueno, tu sabes, parece ser lo que la gente le gusta escuchar".
Dylan recordó escribir la canción como un intento deliberado de crear un himno de cambio por el momento. En 1985, le dijo a Cameron Crowe: "Esta fue definitivamente una canción con un propósito. Fue por supuesto influenciada por las baladas Irlandesas y Escocesas... 'Come All Ye Bold Highway Men', 'Come All Ye Tender Hearted Maidens'. Yo quería escribir una gran canción, con versos cortos y concisos apilados uno sobre otro de manera hipnótica. El movimiento por los derechos civiles y el movimiento de la música folk estuvieron muy cercanos por un tiempo y se aliaron juntos en aquel tiempo."
Las líneas del verso final: "El orden se desvanece rápidamente / y el que es primero ahora / Va a ser el último / Por que los tiempos están cambiando" tiene un aire bíblico, y varias críticas están conectadas con las líneas del Evangelio de Marcos, 10:31, "Pero muchos que están primero deberán ser los últimos, y los últimos serán los primeros."
Una canción de protesta consciente de sí misma. Es a menudo vista como una reflexión de la brecha generacional marcando la división política en la cultura americana de los años 60. Dylan, sin embargo, cuestionó esta interpretación en 1964, diciendo "Aquellas fueron las únicas palabras que pude encontrar para separar vitalidad (aliveness) de mortandad (deadness). No tiene nada que ver con la edad". Un año después, Dylan diría: "No puedo decir realmente que los adultos no entienden ya a los jóvenes así como tu puedes decir que los peces grandes no entienden a los pequeños. No quise decir "Los tiempos están cambiando" como una declaración... es un sentimiento."
"Ballad of Hollis Brown" fue originalmente grabada para el álbum previo de Dylan, The Freewheelin' Bob Dylan. Aquella versión fue rechazada y la canción fue finalmente regrabada para The Times They Are a-Changin'. Descrita por Clinton Heylin como un "cuento trágico de independencia y voluntad libre sacada de el idioma folk", Es una siniestra, historia gótica rural de un padre matando a su hambrienta familia ("Hay siete personas muertas en una granja de Dakota del Sur")
"With God on Our Side" fue primero tocada en el Town Hall de Nueva York el 12 de abril de 1963 (lo que fue el debut de Dylan en ese lugar). Aunque Dylan reclama que es una composición original, la melodía de "With God on Our Side porta una llamativa semejanza con "The Patriot Game", letra que fue escrita por Dominic Behan y la melodía prestada de la canción Irlandesa tradicional, "The Merry Month of May". Behan llamo a Dylan un plagiario y un ladrón, en un intento por incitar a Dylan dentro de una demanda legal; Dylan no respondió. "The Patriot Game" fue originalmente presentada a Dylan por el cantante Escocés Nigel Denver. El compositor Escocés Jim Mclean recuerda a Dylan preguntándole a finales de 1962: "¿que es lo que quiere decir 'Patriot Game'?... Yo le expliqué -probablemente le dicté- acerca de Dr. Johnson, quien es uno de los escritores preferidos de Dominic, y ahí fue donde Dominic tomó el dicho: 'Patriotismo es el último refugio de un sinvergüenza." El crítico de música Tim Riley escribe: "With God on Our SIde" maneja a la voz de la comprensión política mezclada con la ingenuidad generacional" así como "dibuja la línea para aquellos nacidos lo bastante después de la Primera Guerra Mundial para encontrar sus problemas ya dispersos ('Las razones para pelear/nunca las tuve') y quien ve el perdón de la Segunda Guerra Mundial a los Alemanes como una farsa."
Después de "With God on Our Side", Dylan continua con una suave, y discreta balada: "One Too Many Mornings". "Es el sonido de alguien prendado por el amor a los arrepentimientos de puerto, muy arraigados como para considerar una reunión." escribe Riley. Una de las canciones más celebradas de The Times They Are a-Changin' , Dylan le haría un dramático arreglo para banda eléctrica en su legendario tour de 1966.
"North Country Blues" cuenta la historia de la decisión de una empresa minera de llevar sus operaciones a países donde la mano de obra es más barata que en EE. UU. ("Es mucho más barato ahí abajo en los países de Sudamérica/Donde los mineros trabajan a cambio de casi nada.) La canción marca la primera vez que Dylan escribió una narrativa desde el punto de vista de una mujer: la exesposa de un minero cuyo trabajo ha desaparecido.

## Canciones descartadas
Las sesiones de The Times They Are a-Changin' produjeron un gran excedente de canciones, muchas de las cuales fueron finalmente publicadas en futuros recopilatorios. Según Clinton Heylin: «Quizás las dos mejores canciones, "Percy's Song" y "Lay Down Your Weary Tune", no entraron en el álbum final al no encajar dentro de los estrechos límites que Dylan había decidido imponerse a sí mismo».
Según Heylin: «"Lay Down Your Weary Tune", junto con "Eternal Circle", marcaron una nueva fase en la composición de Dylan. Es el vínculo importantísimo entre el simbolismo recortado de "A Hard Rain's a-Gonna Fall" y los esfuerzos más autoconscientes que llegarían al año siguiente. Una celebración de la canción en sí mismo, "Lay Down Your Weary Tune" fue también un reconocimiento de que había ciertas canciones que "ninguna voz podía aspirar a tararear"». Por otra parte, Tim Riley describió «Lay Down Your Weary Tune» como «un himno al espectro instrumental de la música. Trata sobre la toma de conciencia de la naturaleza y la realidad a disposición del intérprete y del oyente en el curso de una experiencia musical muy cargada». The Byrds publicaron una versión de «Lay Down Your Weary Tune» en su segundo trabajo de estudio, Turn! Turn! Turn!.
«Percy's Song» es una canción que tiene por protagonista a un hombre que visita a un juez en un último intento inútil de salvar a un amigo de una pena de prisión severa. Está basada en la melodía de «The Wind and the Rain», una canción que Dylan aprendió del músico folk Paul Clayton. Según Heylin: «"Percy's Song", junto con "Seven Cruses" y "Moonshine Blue", mostraban que la orden de Dylan en los temas tradicionales, ubicados en melodías tradicionales, permanecieron sin menoscabo por la actualidad de otras iniciativas». Fairport Convention grabaron su propia versión de «Percy's Song» en el álbum Unhalfbricking.
Compuesta en algún momento entre finales de 1962 y comienzos de 1963, «Only a Hobo» fue también grabada durante las sesiones de The Times They Are A-Changin'. Descrita por Heylin como «una reelaboración superior de "Man on the Street" que tuvo como origen "The Poor Miner's Lament"», la canción tiene como protagonista a un narrador comprensivo que tropieza con un hombre sin hogar que yace muerto en una cuneta. Dylan volvió a grabar «Only a Hobo» para el recopilatorio Bob Dylan's Greatest Hits Vol. II, aunque fue nuevamente archivada. La versión de las sesiones de The Times They Are a-Changin'  vio la luz finalmente en The Bootleg Series Volumes 1-3 (Rare & Unreleased) 1961-1991.
Dylan también grabó varias demos de diversas canciones de The Times They Are a-Changin'. Las demos, grabadas para sus dos primeras editoriales, Leeds Music y Witmark & Sons, estuvieron disponibles durante muchos años en bootlegs y aparecieron finalmente en una publicación oficial en el recopilatorio The Bootleg Series Vol. 9 – The Witmark Demos: 1962–1964.

## Recepción
La publicación de The Times They Are a-Changin', que obtuvo en general buenas reseñas de la prensa musical, coincidió con un periodo de cambio en la forma compositiva de Dylan que se consolidó en Another Side of Bob Dylan. Clinton Heylin escribió: «En menos de seis meses, [Dylan] había dado un giro completo desde la canción protesta cebada por Paul Nelson a alguien decidido a escribir solo canciones que "hablaran para mí"... La ambición de Dylan como escritor pudo haber sido alimentada a finales de diciembre cuando se encontró con el poeta Allen Ginsberg, autor de Howl y Kaddish». Aunque Dylan estaba familiarizado con el trabajo de Ginsberg, la poesía beat y el simbolismo francés se habían convertido en una importante influencia en la obra de Dylan. En una entrevista concedida en 1985, el músico comentó: «Tenía dieciocho años o así cuando descubrí a Ginsberg, a Gary Snyder, a Philip Whalen, a Frank O'Hara y todos esos tíos. Luego volví y comencé a leer a franceses, Rimbaud y François Villon».
Stephen Thomas Erlewine de Allmusic escribió: «Si The Times They Are a-Changin' no es un notable paso adelante desde The Freewheelin', incluso si se trata de su primera colección de canciones originales, es sin embargo una buena colección de todos modos. No es tan rico como Freewheelin, y Dylan ha templado su sentido del humor considerablemente, prefiriendo concentrarse en protestas sociales en el estilo de "Blowin' in the Wind"». Por otra parte, Wilson y Alroy comentaron: «La palabra de hoy es "taciturno". No hay nada del humor o la variedd de Freewheelin', solo lentos números de guitarra y armónica uno tras otro. Aparte del himno que le da título, las canciones protesta con como cantos fúnebres, obvios y dolorosamente repetitivos, y las canciones de amor son aún menos energéticas, notablemente carentes de su imaginería caleidoscópica y del autoexamen despiadado. Pero cuando no está demasiado atrapado en la trivialidad, crea algunas canciones interesantes ("One Too Many Mornings", "North Country Blues"), y está también el himno que le da título al álbum».
A nivel comercial, The Times They Are a-Changin' alcanzó el puesto cuatro en la lista de discos más vendidos del Reino Unido. En los Estados Unidos, el álbum llegó al puesto veintidós de la lista Billboard 200 y fue certificado como disco de oro por la RIAA al superar el medio millón de copias vendidas. La nueva etapa musical de Dylan, con un creciente dominio de composiciones ajenas a la canción protesta, le supuso un menor interés comercial que repuntó con la introducción en su música de géneros como el rock y el blues a partir de Bringing It All Back Home.
El 26 de octubre, tres días después de la última sesión de grabación de The Times They Are a-Changin', Dylan estrenó ocho canciones de su nuevo álbum en el Carnegie Hall de Nueva York. El concierto obtuvo buenas críticas de la prensa y del público, aunque su éxito fue eclipsado por el asesinato de John F. Kennedy el 22 de noviembre. Según Bob Fass, presente en el apartamento del músico ese día, Dylan se vio afectado por el acontecimiento y dijo: «Lo que significa esto es que están tratando de decir: "No esperes cambiar las cosas"». Tres semanas después del asesinato de Kennedy, el Emergency Civil Liberties Committee otorgó a Dylan el premio Tom Paine por su «contribución al movimiento por los derechos civiles». El músico ofreció un discurso con síntomas de ebriedad en el Hotel Americana de Nueva York, durante el cual afirmó que veía algo de sí mismo en Lee Harvey Oswald, asesino de Kennedy.

## Lista de canciones
Todas las canciones escritas y compuestas por Bob Dylan. 
| Cara A |                                 |          |  |
| N.º    | Título                          | Duración |  |
| 1.     | «The Times They Are a-Changin'» | 3:15     |  |
| 2.     | «Ballad of Hollis Brown»        | 5:06     |  |
| 3.     | «With God on Our Side»          | 7:08     |  |
| 4.     | «One Too Many Mornings»         | 2:41     |  |
| 5.     | «North Country Blues»           | 4:35     |  |

| Cara B |                                        |          |  |
| N.º    | Título                                 | Duración |  |
| 1.     | «Only a Pawn in Their Game»            | 3:33     |  |
| 2.     | «Boots of Spanish Leather»             | 4:40     |  |
| 3.     | «When the Ship Comes In»               | 3:18     |  |
| 4.     | «The Lonesome Death of Hattie Carroll» | 5:48     |  |
| 5.     | «Restless Farewell»                    | 5:32     |  |

## Personal
Músicos
- Bob Dylan: voz, guitarra acústica y armónica

Equipo técnico
- Tom Wilson: productor

## Posición en listas
| País           | Lista           | Posición |
| -------------- | --------------- | -------- |
| Estados Unidos | Billboard 200   | 20       |
| Reino Unido    | UK Albums Chart | 4        |

| Sencillo                        | País        | Lista            | Posición |
| ------------------------------- | ----------- | ---------------- | -------- |
| «The Times They Are a-Changin'» | Reino Unido | UK Singles Chart | 9        |